# 가야진용신제
가야진용신제(伽倻津龍神祭)는 대한민국 경상남도 양산시 원동면 용당리에 있는 양산 가야진사에서 지내던 제례를 바탕으로 재구성한 제사이다.
1997년 1월 30일 경상남도의 무형문화재 제19호 가야진용신제로 지정되었다.

## 개요
가야진룡신제는 삼국시대부터 조선시대를 거쳐 전해 내려오는 국가의식의 하나로 양산시 가야진사제례를 바탕으로 형성된 민속놀이이다. 처음에는 그저 제물을 차려 천신과 지신, 용신에게 빌고 노래와 춤으로써 한바탕 잔치를 벌였던 것이 점차 변형되어 오늘날에 와서는 부정굿, 칙사영접굿, 용신제, 용소풀이, 사신풀이 등으로 구분하면서 제사와 놀이로 구성되었다.
가야진룡신제는 마을과 가야진사 주위를 돌면서 칙사 맞을 준비인 제당과 마을을 청소하는 것으로 시작한다. 부정굿으로 부정을 막는 금줄을 치고, 황토를 뿌리고 칙사 영접길에 오르는데 선창자가 길을 밟는 지신풀이를 하고, 나머지 일행들은 길을 고르면서 뒤따른다. 칙사를 만나 가야진사로 모시고 제단으로 돌아오면 제단을 한바퀴 돌고 강신제라는 신내림굿을 한다. 이어 집례관이 주관하여 용신제를 올린다. 제를 마치고 용신이 있다고 믿는 용소로 출발하기 전에 송막에 불을 놓아 모든 부정을 사르는데 풍물패는 자기의 신발을 벗어 태우기까지 한다. 제관들은 제물로 쓸 생돼지를 뱃머리에 싣고 용소에 도착하면 술 한잔 부어 올리고, 마을의 안녕과 풍요를 기원하는 절을 올리고, 용왕에게 제물을 바친다. 용소를 한바퀴 돌아서 오면, 제단에서 제의 끝맺음을 고하고 칙사가 관복을 벗음으로써 놀이는 끝난다.
가야진룡신제는 마을 사람 모두가 참여하는 축제의 성격으로 주민들의 화합을 다지는데 중요한 의의를 가진다.

## 같이 보기
- 양산 가야진사 (경상남도 민속문화재 제7호)
- 양산 가야진사 출토 분청사기 제기 일괄 (경상남도 유형문화재 제594호)

## 참고 자료
- 가야진용신제 - 국가유산청 국가유산포털